# Smicrophylax parvula
Smicrophylax parvula là một loài Trichoptera trong họ Hydropsychidae. Chúng phân bố ở miền Australasia.